# HD 23139
HD 23139，又名BD+45 804，SAO 39071、HR 1130，是一颗恒星，视星等为6.11，位于銀經151.56，銀緯-6.92，其B1900.0坐标为赤經3h 37m 40s，赤緯+45° -6.92′ 0″。